# 요하네스 페르메이르
요하네스 페르메이르 또는 얀 베르메르(네덜란드어: Johannes Vermeer 또는  Jan Vermeer, 1632년 10월 31일 ~ 1675년 12월 30일)는 바로크 시대에 활동했던 네덜란드 출신 화가이다. 그는 네덜란드가 정치적, 경제적, 문화적으로 전성기를 구가하던 네덜란드의 '황금 시대'에 활동했던 화가였다. 델프트에서 살면서 작품활동을 했기 때문에, ‘델프트의 페르메이르(Vermeer van Delft, 페르메이르 판 델프트)’라고 부르기도 한다. 역사소설 《진주 귀고리 소녀》와 동명 영화의 소재가 된 인물이기도 하다.
페르메이르의 작품은 옛 경매 기록상으로는 다른 것도 많았던 것으로 전해지나, 오늘날 남아있는 것은 37점으로 이루어진 전체 작품의 규모는 아주 작은 편이다. 페르메이르의 첫 번째 작품들은 역사화였다. 하지만 그는 작품의 상당 부분을 이루고 있는 장르화로 알려졌다. 가장 널리 알려진 작품으로는 《우유 따르는 하녀》, 《회화의 기술》, 《진주 귀고리를 한 소녀》 등이 있다.
알려진 그림의 숫자가 적었던 관계로 19세기에 다른 미술가의 작품을 잘못해서 그의 작품이라고 결정하는 일들이 일어났었다. 하지만 오늘날 그의 작품 규모는 연구자들에 의해서 일반적으로 인정을 받고 있다

## 생애
그의 생애에 대해서는 자세하게 알려져 있는 것이 거의 없다. 그는 1632년 10월 31일 델프트의 니외베 케르크에서 세례를 받았으며, 두 번째 아이였고 독자였다. 그의 아버지 라이니에르 얀츠(Reynier Jansz)는 원래 안트베르펜 출신이었고, 1611년 암스테르담으로 가서 그곳에서 견직공으로 일했다. 1615년 그의 아버지는 디그나 발텐스와 결혼을 하고, 보스라는 이름으로 델프트로 갔다. 그리고 그곳에서 여관을 운영했다. 부업으로 그는 계속 직물공으로 일을 했으며, 수공업자로 델프트에 있는 성 루가 길드에 공식적으로 가입했다. 그곳에서 얀츠는 피터르 스텐비크(Pieter Steenwyck), 발타사르 판 데르 아스트(Balthasar van der Ast )와 피터르 그뢰네베겐(Pieter Groenewegen)과 같은 화가들과 만났다.

### 교육
페르메이르가 받은 미술 교육에 관해서는 확실한 정보가 존재하지 않는다. 그는 1653년 12월 29일 예외적인 경우지만 조합에 귀속되지 않은 마이스터로 성 루가 길드의 조합원이 될 수 있었다. 이런 가입이 이루어지기 위해서는 길드에서 인정한 화가에서 6년에 걸친 교육기간을 미리 거쳐야만 했다. 
페르메이르가 레오나에르트 브라머의 제자였을 수도 있다고 추측을 할 수도 있지만, 이 가정은 두 사람의 양식에서 보이는 커다란 차이 때문에 거의 동의를 얻지 못했다. 하지만 그와 페르메이르가 관련되어 있다는 것은 원본 서류에 의해서 입증이 되었다. 제라르드 테르보르흐(Gerard Terborch)와의 접촉도 입증되었다. 그 밖에도 페르메이르가 램브란트에게서 교육을 받은 카렐 파브리티위스(Carel Fabritius)의 제자였을 것이라는 가정도 있다. 이런 가정은 19세기에 윌리엄 토레 뷔르거가 제기한 이후로 오랫동안 일반적으로 인정을 받았으며 오늘날에도 여전히 널리 퍼져 있지만, 미술사학자들에 의해서 의심을 받았다. 대신 1652년서부터 1661년까지 델프트에서 살았던 피더르 데 호흐(Pieter de Hooch)의 양식이 페르메이르의 장르화에서 확실하고 세련된 형태로 다시 나타나고 있기 때문에 그가 얀 페르메이르에게 결정적 역할을 한 것으로 추정되고 있다.

### 가정과 경력

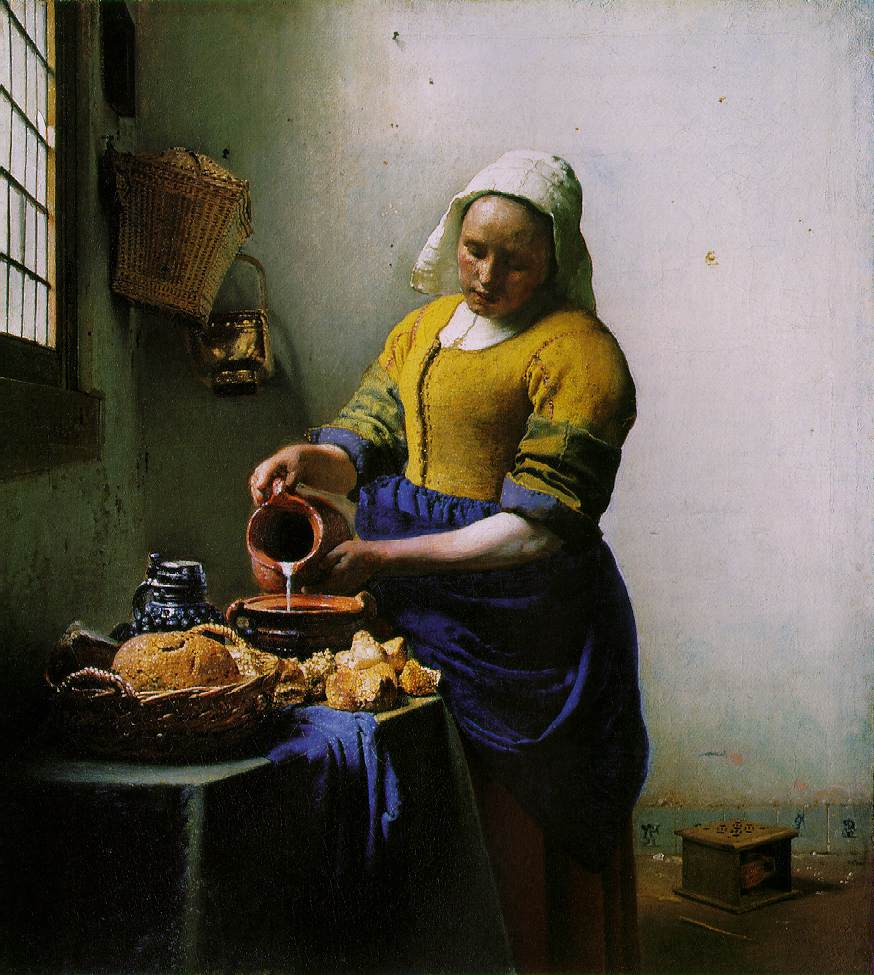
우유를 따르는 여인 (c. 1658)

1653년 델프트의 화가조합인 신트 뤼카스(성 루가) 길드에 등록되었고 같은 해에 카타리나 볼너스와 결혼하였다. 결혼하기전 페르메이르는 개신교 신도였으나, 결혼하면서 로마 가톨릭으로 교회를 옮겼다. 이는 볼너스의 집안이 로마 가톨릭 집안이었기 때문으로 추정된다. 두 부부는 무려 11명의 아이를 낳았다. 1662년 ∼ 1663년과 1669년 ∼ 1670년, 두 번에 걸쳐 길드 간부를 지냈다. 이 날짜들만이 그의 생애에서 유일하게 확실한 이야기다. 나머지는 갖가지 의문, 불확실, 그리고 추측들로 뒤덮여 있다. 평가도 오랫동안 감추어져 있다가 19세기 중반에야 겨우 진가를 인정받았다. 이름조차도 2가지 다른 설이 있다.
화가의 아들로 태어나 아버지가 세상을 떠난 후 직업을 계승한 화가 카렐 파브리티위스의 영향을 받았는데, 두 사람 사이에 사제관계가 있었는지는 분명하지 않다.

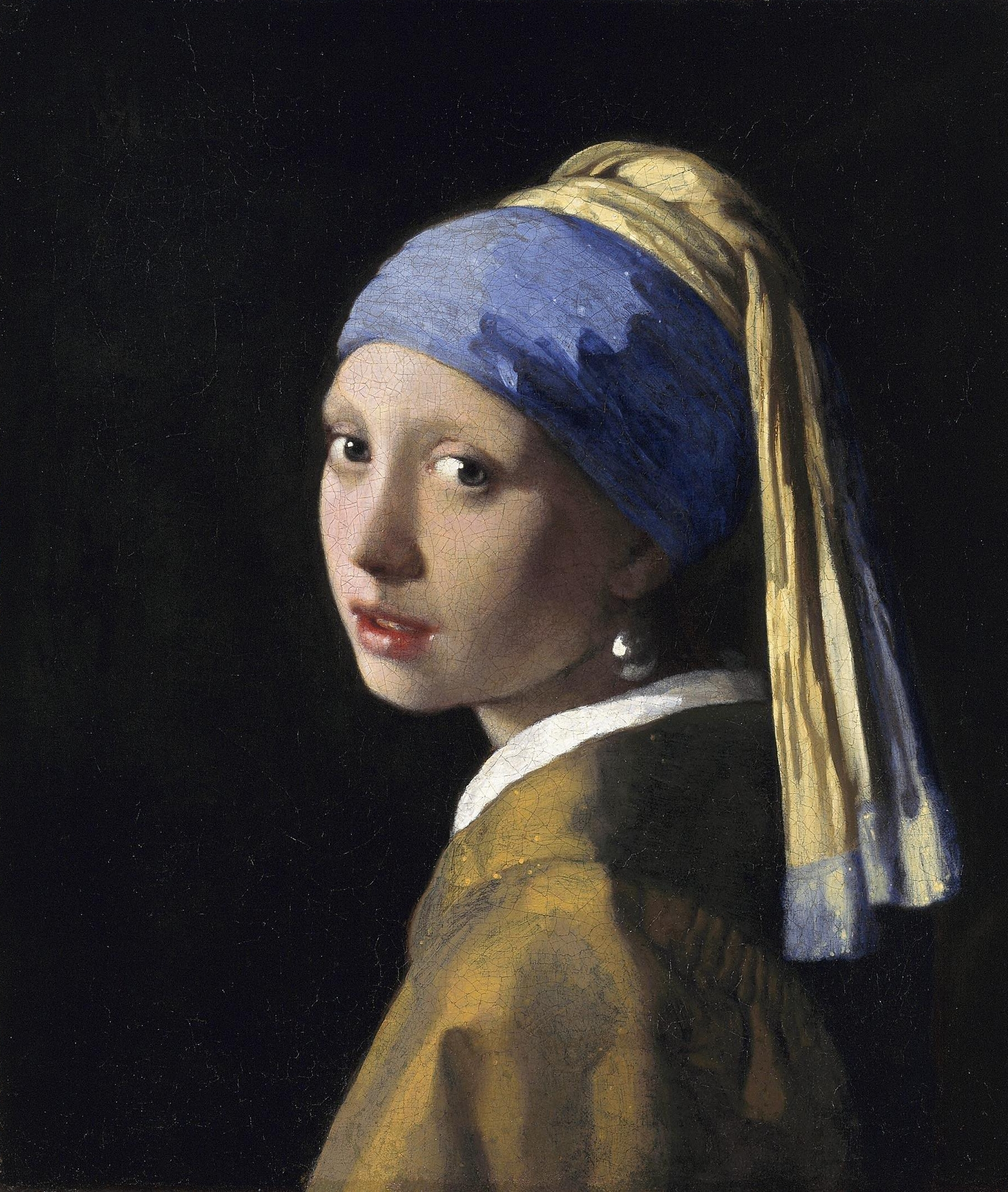
진주 귀고리를 한 소녀 (1665)

## 작품
그의 작품 중 현존하는 것은 37점이다. 남은 작품만을 기준으로 놓고 봤을 때 1년에 고작 두어 점 정도 그림을 그렸다는 계산이 나온다(물론 전해지지 않은 작품들이 더 있을 수는 있다). 이것은 페르메이르가 예술 시장을 위해서 작업했다기보다는 예술 후원자들을 위해 작업했을 것이라는 추측을 낳게 했다. 특히 11명의 아이를 가진 대가족의 가장이 1년에 그림 2점을 그려서는 부양의 의무를 지킬 수 없으므로, 그는 그림 이외의 다른 밥벌이 수단을 가졌는지도 모른다.
1653년 결혼 후에 그가 화가 조합이던 신트 루카스 길드에 등록한 이유도 이때문일 것이다. 그 당시에는 화가를 포함한 예술가·상인·수공인 등은 길드에 등록해야만 영업을 할 수 있었다. 그리하여 그는 생계를 이어나가기 위해 화가뿐만이 아니라 화상(畵商)으로서 그리고 예술 전문가로서의 이름도 얻을 것이다. 그러나 그것은 이름을 얻기 위해서가 아니라 단지 살기 위해, 생활의 연명을 위해 그랬을 것이다. 이 때문에 그의 일생에는 시련이 계속되었다고 한다.
현존 작품 40점은 거의 대부분 소품들로서 한 두 사람의 가정생활을 그린 것이 대부분이다. 그 밖에 루가 복음서에 나오는 베타니아의 마르타와 마리아 자매 이야기를 소재로 그린 그림처럼 성서속의 이야기들을 주제로 한 것도 있고, 불과 2점이지만 풍경화도 있다. 풍경화 중에 《델프트 풍경》(헤이그 국립미술관 소장)은 명작으로 알려져 있다. 그러나 옛날 카탈로그에서 언급된 몇몇 작품들은 영원히 소실되어 버린 것 같다. 제2차 세계 대전 중 메이헤런 사건의 여파로 페르메이르의 새로운 작품이 발견되어도 전문가들은 별로 믿으려 하지 않는다.
한편 《델프트의 조망(眺望)》(또는 '델프트 풍경')은 당시 네덜란드의 부국과 원양어업의 전성기를 반영하는듯 회화적 기법의 극치와 평화로움의 절정을 잘 균형잡고 있다.
| |
| 델프트의 풍경(Gezicht op Delft) 1660~1661년작(캔버스, 유채 98.5 x 117.5 cm) 마우리츠하위스 미술관 소장 |

그의 그림은 색조(色調)가 아주 뛰어났으며 적 ·청 ·황 등의 정묘한 대비로 그린 실내정경은 마치 개인 날 북구의 새벽 대기(大氣)를 생각나게 한다. 맑고, 부드러운 빛과 색깔의 조화로 조용한 정취와 정밀감(靜密感)이 넘친다. 초기의 밝은 부분과 어두운 부분의 뚜렷한 대비는 만년이 될수록 완화되었다. 그 밖에 《편지를 읽는 여성》(드레스덴 미술관 소장) 《우유를 따르는 하녀》(암스테르담 국립미술관 소장)·《터번을 쓴 소녀》(헤이그 국립미술관 소장)·《레이스를 뜨는 소녀》(루브르 미술관 소장)·《화가의 아틀리에》 등이 있다.

## 같이 보기
- 한 판 메이헤런 - 페르메이르의 위작을 만든 네덜란드 사람.
- 울트라마린 (색)